# Richard Ripley
Richard Ripley, född 23 juni 1901 i Ormesby i Middlesbrough, död juli 1996 i Hartlepool, var en brittisk friidrottare.
Ripley blev olympisk bronsmedaljör på 4 x 400 meter vid sommarspelen 1924 i Paris.